# 下瓦爾克烏鄉
47°07′N 22°44′E / 47.117°N 22.733°E
下瓦爾克烏鄉（羅馬尼亞語：Comuna Valcău de Jos, Sălaj），是羅馬尼亞的鄉份，位於該國西北部，由瑟拉日縣負責管轄，面積53平方公里，海拔高度279米，2007年人口3,283，人口密度每平方公里62人。